# Dichaetomyia sumatrana
Dichaetomyia sumatrana är en tvåvingeart som beskrevs av Malloch 1928. Dichaetomyia sumatrana ingår i släktet Dichaetomyia och familjen husflugor. Inga underarter finns listade i Catalogue of Life.